# Зияти, Нуреддин
Нуреддин Зияти (англ. Noureddine Ziyati; 27 октября 1974, Мохаммедия, Марокко) — марокканский футболист, полузащитник.

## Карьера
Начинал карьеру в одном из сильнейших марокканских клубов «Раджа Касабланка». Затем выступал за турецкий «Бурсаспор», бельгийский «Антверпен», румынский «Рапид».
В феврале 2004 года подписал контракт с раменским «Сатурном», однако позднее руководство клуба отказалось признать заключенный контракт. 30 августа 2004 года Зияти перешёл в пермский «Амкар» . 16 октября 2004 года в матче с «Крыльями Советов» (3:1) забил первый гол за «Амкар». 26 июня 2005 года Зияти забил свой второй за пермский клуб, снова в ворота «Крыльев». 13 мая 2006 года забил единственный мяч в игре с «Ростовом», поразив ворота своего соотечественника Абдельила Баги. По окончании Чемпионата России 2006 покинул команду.
В январе 2007 года подписал контракт с катарским клубом «Ас-Сайлия». Спустя год вернулся в Марокко в клуб «ФЮС Рабат». С 2009 года выступает в составе «Шабаб Мохаммедия».

## Достижения
- Обладатель Суперкубка Румынии: 2003